# Скајкомиш (Вашингтон)
Скајкомиш (енгл. Skykomish) град је у америчкој савезној држави Вашингтон. По попису становништва из 2010. у њему је живело 198 становника.

## Демографија
Према попису становништва из 2010. у граду је живело 198 становника, што је 16 (7,5%) становника мање него 2000. године.
| Група             | 2000.       | 2010.       |
| Белци             | 199 (93,0%) | 187 (94,4%) |
| Афроамериканци    | 1 (0,5%)    | 2 (1,0%)    |
| Азијати           | 2 (0,9%)    | 3 (1,5%)    |
| Хиспаноамериканци | 6 (2,8%)    | 3 (1,5%)    |
| Укупно            | 214         | 198         |